# Barney Barnato
Barney Barnato (Londen, 21 februari 1852 - Atlantische Oceaan, 14 juni 1897), geboren als Barnett Isaacs, was een Brits financier, diamantmagnaat en goudbaron in Zuid-Afrika.

## Carrière
Barnato was de zoon van Isaac Isaacs, een arme Joodse winkelier in Londen. Samen met zijn broer Henry verdiende hij in Engeland de kost als vaudeville-entertainer en boxer.
In 1873 voegde Barney zich bij zijn broer Harry in de Kaapkolonie tijdens de diamantkoorts die gepaard ging met de ontdekking van diamanten in Kimberley. Zijn broer was in 1871 vertrokken. Barney had genoeg geld gespaard om zijn tussendek te betalen. Hij verliet Engeland en toen hij in Zuid-Afrika aankwam, kon hij de koets niet betalen om naar de plek te gaan waar de diamanten waren gevonden. Uiteindelijk liep hij de hele weg met een ossenkar die voorraden aan het leveren was aan de mijnwerkers. Het kostte hem drie maanden om daar te lopen.
Barney arriveerde in Kimberley en ontdekte dat het niet zo goed met Harry ging. In feite verdiende hij helemaal geen geld met diamanten, maar met optredens op het podium en klussen.
Barney bracht zijn eerste jaar door met het leren over diamanten, het kopen van een steen hier of daar en het verkopen met een kleine winst en het kopen van meer. Het was een langzaam proces dat hem frustreerde. Hij wilde zijn eigen claim, hij wilde zijn eigen stenen uit de grond graven, niet elke steen één voor één kopen.
Uiteindelijk kregen Barney en Harry de kans om een claim te kopen. In Kimberley werden in feite vier aangrenzende claims aangeboden. De broers hadden amper genoeg geld om de claims te kopen, maar op de een of andere manier slaagden ze erin om het te doen.

### Barnato Diamond Mining Company
Barney kwam op het idee om de hoeveelheid diamanten die op de markt komt te controleren. De verkoop zo dicht mogelijk bij de vraag houden, of zelfs minder dan de vraag. Hij stelde dat het mogelijk was om de diamantprijs op peil te houden door voorraden aan te leggen in de jaren dat de wereldmarkten daalden. Naarmate de markten omhoog gingen en de vraag toenam, konden de voorraden tegen hogere prijzen worden verkocht. Natuurlijk was het nodig om eerst de controle te krijgen.
Overproductie was slechts een van de problemen waarmee alle diamantmijnwerkers te maken hadden. Er ontstonden enorme problemen waar aangrenzende claims werden gedolven met verschillende snelheden en niveaus. Dit was problematisch omdat instortingen steeds vaker voorkwamen, vooral waar ze de aangrenzende claims ondermijnden. Het was veel erger in de zomer toen de regens kwamen en de lagere niveaus overstroomden, waarbij mijnwerkers vaak verdronken en apparatuur werd begraven.
Consolidatie werd Barney's doel. Cecil Rhodes, die in de De Beers-mijn werkte, had hetzelfde idee en werd een belangrijke concurrent in de race om te consolideren. Aanvankelijk werden er meer dan 3.600 claims gedolven in Kimberley. Na verloop van tijd daalde dit aantal tot minder dan honderd, en de Barnato Brothers waren een van hen. Ze gebruikten deze naam vanaf het moment dat Barney in Kimberley aankwam, waarbij ze de naam Isaacs volledig lieten vallen. Toen de Barnato Brothers meer geld verdienden, ploegden ze het terug om meer claims op te kopen. Barney's doel en obsessie was de volledige consolidatie van de Kimberley-mijn. Er waren tal van andere spelers met vergelijkbare doelen, dus het was geen gemakkelijke taak om te bereiken.
Een 'battle royal' volgde tussen Barney en Cecil Rhodes. De Franse Rothschild Bank was betrokken bij Rhodes, net als een aantal andere rijke mannen. Allen waren ervaren. Allen wilden controle over de diamantmijnbelangen van Kimberley of De Beers.
De mijn van De Beers was de eerste die werd geconsolideerd - niet door Barney, maar door Rhodes, tot grote woede van Barney.
Een Frans mijnbouwbedrijf had een groot aantal claims die de Kimberley-mijn in tweeën splitsten. Een rijke Parijse diamantair, ene Mr. Jules Porges, was eigenaar van dit bedrijf. Rhodes slaagde erin om substantiële steun van Rothschild Bank te krijgen om dit Franse bedrijf te kopen. Barney kreeg lucht van de verkoop en telegrafeerde Porges om een kans te bieden als een verkoop op handen was. Rhodes bood £ 1.400.000 om het bedrijf te kopen. Barney overtrof het bod door £ 1.750.000 te bieden.
Voordat hij een antwoord van Porges kreeg, telegrafeerde Rhodes Barney en vroeg hem zijn aanbod in te trekken. In ruil daarvoor deed Rhodes Barney een verleidelijk aanbod, een dat hij niet kon weigeren.
In ruil voor het intrekken van het bod zou Rhodes de Franse onderneming kopen tegen zijn oorspronkelijke biedprijs en deze aan Barney verkopen voor £ 300.000 plus een belang van twintig procent in de Barnato's Kimberley Central Diamond Mining Company.
Het lijdt geen twijfel dat dit een moeilijke beslissing moet zijn geweest. Het zou hem geven waar hij zo geobsedeerd door was, de controle over de Kimberley-mijn, en hem in staat stellen deze om te zetten in ondergrondse mijnbouw. Het dilemma was dat hij een groot deel van zijn bedrijf afstond aan een rivaal. Ze waren misschien concurrenten, maar Rhodes en Barney mochten elkaar echt en konden het goed met elkaar vinden, ook al kwamen ze uit verschillende achtergronden en opvoeding.
Na enkele dagen nadenken stemde Barney ermee in zijn aanbod in te trekken en een maand later was de Franse Compagnie in zijn handen.
Rhodes heeft de kansen ongetwijfeld goed berekend. Hij en zijn partners hadden aandelen opgekocht op de open markt in Kimberley Central DMC en hadden mogelijk tien tot vijftien procent van de aandelen op het moment van de verkoop van het Franse bedrijf. Met de extra twintig procent waren ze goed op weg om de controle over Kimberley Central DMC te krijgen. Barney probeerde zijn eigen bedrijf onder controle te houden, maar Rhodes was hem te slim af en kreeg een paar maanden later eindelijk de controle over Kimberley Central DMC. Het voordeel was dat de aandelen in Kimberlery Central DMC stegen van £ 14 naar £ 49 per stuk vanwege de concurrentie van beide kampen. Het nadeel was dat het een hogere diamantproductie was die de koopwoede voedde. Met als resultaat dat de diamantprijs een historisch dieptepunt bereikt.
Rhodes stelde voor om de De Beers DMC samen te voegen met Kimberley Central DMC, en één nieuw geconsolideerd bedrijf te vormen; De Beers Consolidated Mines. De fusie was logisch, ook al wisten ze allebei dat de fusie sommige aandeelhouders van streek zou maken.
Barney kwam naar voren als de grootste aandeelhouder met 6.658 aandelen in het nieuwe bedrijf. Niet alle investeerders waren blij met deze situatie. Een groep aandeelhouders van Kimberley Central diende bij het Hooggerechtshof van de Kaap een verzoek in om de fusie te stoppen. De rechter oordeelde in het voordeel van de verzoekers. Het resultaat was dat Kimberley Central werd geliquideerd en de De Beers Consolidated het bedrijf kocht.
De aandelen van Barnato Brothers werden uiteindelijk in 1889 uitgekocht voor het astronomische bedrag van £ 5.338.650.
Als onderdeel van hun controle over alle diamantwinning in de Kaapkolonie, kocht De Beers Consolidated twee andere mijnen in het gebied, Bultfontein en Du Toitspan. De opbrengst van de laatste was slecht, maar de kwaliteit van de diamanten die daar werden gevonden, was veel beter dan die van alle andere mijnen. Het was een gok dat ondergrondse mijnbouw beide mijnen uiteindelijk productief zou kunnen maken.
Geen van beide leverde een rendement op de investering op, maar ze konden niet in handen komen van een concurrerend bedrijf, wat zou kunnen betekenen dat ze op een gegeven moment de prijzen zouden kunnen ondermijnen en de inspanningen om de prijzen te stabiliseren ongedaan zouden maken. Het belangrijkste dat de fusie opleverde, was de 95% controle over de wereldwijde diamantproductie. Zowel Barney als Rhodes waren het hier volledig over eens.
De aankoopcheque, ondertekend door Rhodes, zou tot op dat moment het grootste instrument zijn geweest dat ooit ter betaling is aangeboden. Barnato werd vervolgens van 1889 tot aan zijn dood Kimberley's parlementslid in het Kaapse parlement.
Rhodes en Barney waren van plan het aantal kopers voor de ruwe diamant te verminderen tot tien bedrijven die op hun beurt zouden verkopen aan de diamantslijpers en distributielijnen over de hele wereld zouden opzetten. De Beers Consolidated voerde dit plan naar behoren uit en de tien bedrijven werden bekend als het syndicaat. Het syndicaat omvatte Barnato Brothers in Londen. Alleen deze tien bedrijven konden productie kopen van De Beers Consolidated Mines.
De diamantprijzen vlakten af en stegen uiteindelijk gestaag in waarde. Ongeacht het productieniveau bleef het aanbod op of dicht bij de vraag.
Barney richtte zijn aandacht op het nieuw ontdekte goudgebied van de Witwatersrand of de Rand zoals het bekend werd. Goud in kwarts is uiterst moeilijk te scheiden. Het was niet zoals alluviaal goud dat in water kan worden gezeefd. Het vergde veel machines en was kostbaar. Dit was geld dat de meeste mijnwerkers niet hadden.
De rijke diamantairs en eigenaren van Kimberley begrepen wat er voor nodig was. Ze waren bereid de benodigde investering te doen en gingen naar de Rand waar ze de meest veelbelovende claims opkochten.
Op het moment van de eerste ontdekking wilde Barney geen afbreuk doen aan zijn plan om de controle over Kimberley Mine over te nemen en verwierp aandringen om te investeren in goudwinning.
In 1888, nadat de consolidatie van de diamantwinning had plaatsgevonden, kwamen de Barnato's te laat naar het mijnstadje dat Johannesburg heette. Hun grote voordeel was dat hun schatkist vol was. En zo begon de start van een dozijn goudmijnbedrijven die op zowel de London Stock Exchange als de nieuwe Johannesburg-beurs dreven.
Goud fluctueerde niet, net als de prijs van diamanten, het was mogelijk om de exacte hoeveelheid winst te berekenen die gemaakt kon worden met een goudmijn. De Bank of England ondersteunde haar valuta met behulp van een gouden standaard. De Amerikanen stonden op het punt een gouden standaard in te voeren voor hun valuta, die al jaren een zilveren standaard had. Elke ounce goud die werd gedolven, kon tegen een vaste prijs aan de ene of de andere regering worden verkocht.
Twee artsen, MacArthur en Forrest, vonden een nieuw proces uit om met cyanide goud uit het erts te winnen. Met dit proces kon zesennegentig procent van het goud uit het erts worden gewonnen. Barney gaf opdracht om de benodigde apparatuur uit Engeland te vervoeren om een cyanidefabriek op te zetten voor elk van zijn mijnen.
Investeren in de Rand werd de hoogste prioriteit van Barnatos. Met de hulp van neefjes Woolf en Solly ging Barney op kooptocht en besteedde meer dan een miljoen pond in één jaar. Bovendien investeerde hij in allerlei infrastructuur waarvan hij wist dat die nodig zou zijn voor de toekomstige groei van Johannesburg. Hij kocht grond in de nieuwe stad om er kantoren, winkels en marktkramen op te bouwen, waaronder een nieuwe beurs. Barney besefte dat er een plek nodig was om in de stad te wonen, kocht een boerderij in de wijk Doornfontein en voltooide de bouw van een groot huis aan Saratoga Avenue in een nieuwe exclusieve buitenwijk. Alles wat nodig was om de groei van Johannesburg te stimuleren, werd overwogen.
Begin 1889 bracht Barney zijn eerste goudmijnbedrijf op de beurzen van Londen en Johannesburg. De New Primrose Gold Mining Company was een combinatie van een aantal claims die hij had gekocht op twee aangrenzende eigendommen. Tegelijkertijd dreef hij de Johannesburg Estate Company, die niets direct te maken had met goudwinning, alleen onroerend goed en perifere bedrijven in de stad.
Na de oprichting van zijn Johannesburg Consolidated Investment Company in dat jaar, voerde hij een groot overnameplan uit en investeerde hij in meerdere bedrijven; bouwmaterialen, transport, voedselwagens en sterke drank.
Barnato verdubbelde zijn fortuin in de hausse in Zuid-Afrikaanse goudmijnaandelen van 1894-1895 voordat hij het meeste verloor in de ineenstorting van het aandeel van 1896. Hij bouwde, maar woonde nooit in, een enorm huis op de hoek van Park Lane en Stanhope Gate in Mayfair, Londen, dat na zijn dood werd gekocht door de bankier Sir Edward Sassoon.

### Dood
Barnato verdronk in 1897 tijdens een bootreis naar Engeland om het gouden jubileum van Koningin Victoria te vieren. De omstandigheden rond zijn dood zijn nooit opgehelderd; moord of zelfmoord is nooit uitgesloten.